# Burtoncourt
Burtoncourt é uma comuna francesa na região administrativa de Grande Leste, no departamento de Mosela. Estende-se por uma área de 5,11 km². Em 2010 a comuna tinha 209 habitantes (densidade: 40,9 hab./km²).